# Karl Neugeboren
Karl Neugeboren (Nagyszeben, 1789. április 1. – Nagyszeben, 1861. szeptember 6.) erdélyi szász történész, jogász.

## Élete
Édesapja Daniel Georg Neugeboren evangélikus püspök volt; öccse Johann Ludwig teológus.
A bécsi egyetemen tanult jogot. A diploma megszerzése után szülővárosában közhivatalt vállalt: először királyi táblai és kormányszéki írnokként dolgozott, azután járulnok lett a szász megyénél, később aktuárius a nagyszebeni városi tanácsnál, végül kerületi inspektor a nagyszebeni széknél. Mint a nagyszebeni szék ideiglenes bírája az 1848–49-es szabadságharc után előadó ülnöknek osztották be a császári és királyi főtörvényszékhez, és 1854-ben főtörvényszéki tanácsosként ment nyugdíjba.
Már tanulmányai alatt érdekelte a történelem, és Nagyszebenben barátaival és a hasonló érdeklődésű emberekkel megalapította a Verein für siebenbürgische Landeskunde (Erdélyi honismereti egyesület) nevű egyesületet, amelyben haláláig különböző tisztségeket viselt. 1828-tól Martin Reschnerrel (1791-1872) és Johann Georg Schaserrel (1792-1860) az erdélyi szászok középkori levéltárának összeállításán dolgozott. 1832-34 között illetve 1838-ban társszerkesztője volt a Transsylvania című folyóiratnak. Cikkei a Transsylvaniában és az Archiv des Vereins für siebenbürgische Landeskunde-ban jelentek meg.

## Művei
- Siebenbürgisch-sächsische National-Pyramide zur Feier der Ernennug des Hochwohlgeboren Hrn. Joh. Tartler k. siebenbürgischen Gubernial-Rath und Ritter des k. k. Leopoldordens zum Grafen von Sachsen, entworfen und gestiftet von dem Hochw. Hrn. Dan. Georg Neugeboren… beschrieben durch dessen Sohn I. Neugeboren… Hermannstadt, 1824
- Andreas Báthori, Kardinal und Fürst von Siebenbürgen. Ein Beitrag zu der Siebenbürgische Geschichte. Nach alten Quellen und besonders der ungedruckten Geschichte des gleichzeitigen Geschichtschreibers Steph. Szamosközi bearbeitet, 1833
- Ueber den Geburtsort des Dichters, Redners und Staatsmannes Jakob Piso Probst des h. Johann v. Fünfkirchen, 1833
- Handbuch der Geschichte Siebenbürgens. Hermannstadt, 1836
- Index diplomaticus Regni Hungariae publicus seu Series Diplomatum, Decretorum, Legum, Literarumque typis divulgatorum Historiam Regni Hungariae et incorporatorum provinciarum, tum personarum publicarum et privatarum tangentium. 1000–1526 (kéziratban maradt)

## Fordítás
- Ez a szócikk részben vagy egészben a Karl Neugeboren című német Wikipédia-szócikk ezen változatának fordításán alapul.  Az eredeti cikk szerkesztőit annak laptörténete sorolja fel. Ez a jelzés csupán a megfogalmazás eredetét és a szerzői jogokat jelzi, nem szolgál a cikkben szereplő információk forrásmegjelöléseként.